# 阪急バス向日出張所
阪急バス向日出張所（はんきゅうバスむこうしゅっちょうじょ）は、京都府向日市寺戸町小佃5-4（阪急京都本線 東向日駅前）にあった、阪急バスの出張営業所。

## 概要
阪急バスでは2つしかなかった京都府内の営業所の1つ。かつて存在した七条営業所などの廃止により、「向日営業所」として府内の基幹営業所となっていた。
後に長岡京市や大山崎町内で路線網の拡充・増便が行われたことで、1982年7月15日に大山崎営業所が開設された際に、出張所に格下げされた。
なお、運行管理業務は1998年4月1日から阪急田園バスに委託していたが、2019年7月1日に同社との合併により直営化した。
2024年10月1日をもって営業所としては廃止となり、管轄路線は大山崎営業所に移管されている。現在は窓口のみ名称を「東向日乗車券発売所」と変更して営業している。

## 過去の担当路線
現在も運行されている路線については大原野線、ぐるっとむこうバス、向日町競輪場線を参照。ここでは当出張所で廃止された系統を挙げる。

### 京都線
古くは京阪間を直通する系統があったが、いくつかの区間に分割された中の一つに当たる。昭和末期に廃止。なお、菱川 - 小畑橋間の経路は国道171号上に設定していたため、平成初期に存在していた向日 - 水無瀬直通系統の経路とは異なる。
- 101系統：河原町御池 - 阪急水無瀬

### 洛西ニュータウン線
2003年3月16日の阪急洛西口駅開業に伴い、運行を開始した路線。
運行開始当初は阪急洛西口駅前発着の4系統を中心に、一部阪急東向日発着の便があったが、廃止された桂線の一部ルートを承継する関係から、旧24系統と同一の物集女 - 車塚住宅前経由で運行していた。
しかしながら、京都市営バスやヤサカバス、京都交通（現在の京阪京都交通）との競合もあり、半年後の同年9月の改正より阪急洛西口駅前からJR向日町方面へ延伸し、同駅発着主体にシフトされた。なお、洛西口駅前 - 洛西バスターミナル間は京都市営バス西4号系統と同一ルートを走行しており、系統番号も共通する。
2008年10月18日にJR桂川駅が開業すると、4系統と旧24系統がJR桂川駅前に乗り入れることになり、この日の改正で平日の朝夕ラッシュ時には同駅発着が基本となった。また24系統については、福西循環系統と旧桂線区間を走る阪急東向日 - 車塚住宅前 - JR桂川駅前系統の2系統に分けられ、後者は本数が保たれた一方で、前者の循環系統は2003年9月改正に続き減便が行われ平日・土曜日の1便のみの運行となった。減便された福西循環の区間では、京都市営バスとヤサカバスが頻発運行している。
なお1987年5月29日から1997年2月7日にも全く同じ路線名の路線が走っていた。

#### 2003年3月16日から2003年9月30日改正まで
いずれも最長経路のみ列挙する。
2003年3月16日の運行開始時は、阪急東向日 - 洛西口駅前間を旧桂線と同じ車塚住宅前経由で運行していた。また、4系統・24系統ともに洛西口駅前→阪急東向日間は「44系統」として運行していた。
- 4系統：阪急東向日→車塚住宅前→物集女→洛西口駅前→物集女→境谷大橋→西竹の里町→洛西バスターミナル
- 4→44系統：洛西バスターミナル→西竹の里町→境谷大橋→物集女→洛西口駅前→（以降44系統として運行）→車塚住宅前→阪急東向日
- 24→44系統：阪急東向日→物集女→洛西口駅前→物集女→洛西大橋→福西竹の里→北福西町→物集女→洛西口駅前→（以降44系統として運行）→物集女→阪急東向日（循環）

#### 2003年9月30日改正から2008年10月18日改正まで
JR向日町 - 高田町 - 洛西口駅前のルートを新規に免許取得し、本数の多い4系統は車塚住宅前経由からJR向日町経由に変更して、JR線への連絡を図った。4系統が増便された一方で、24系統の旧桂線を除く区間では昼間中心の運行に減便された他、一部の北福西町止めも循環運行に変えられた。
- 4系統：（阪急東向日 - ）JR向日町 - 洛西口駅前 - 物集女 - 境谷大橋 - 西竹の里町 - 洛西バスターミナル
- 4系統：JR向日町→洛西口駅前→物集女→境谷大橋→西竹の里町→竹の里小学校前
- 24系統：阪急東向日→物集女→洛西口駅前→物集女→洛西大橋→福西竹の里→北福西町→物集女→洛西口駅前→物集女→阪急東向日（循環）

#### 2011年3月以降
2011年3月26日には向日・洛西地区の大幅なダイヤ改正が実施され、特に洛西地区の運行の適正化が図られた。以下、系統別に解説する。
2020年4月27日ダイヤ改正で6系統が土休日1往復のみ残るほかは、各系統とも廃止されたが、残った6系統も2020年12月31日をもって廃止となり、洛西口駅・JR桂川駅から阪急バスが姿を消した。
- 4系統：（阪急東向日 - JR向日町 - ）JR桂川駅前 - 阪急洛西口駅前 - 物集女 - 境谷大橋 - 西竹の里町 - 洛西バスターミナル
  - JR桂川駅前 - 洛西バスターミナル間が主体で、上記改正後の日中は毎時1本に減便された。
  - 阪急東向日・JR向日町へは向日出張所への入出区時の数本のみ経由する。また、JR向日町ではバスターミナル内ではなく、府道上の停留所に発着する（洛西バスターミナル方面のみ）
  - 最終便のみ、通常の便は乗り入れない「竹の里小学校前」で終着となっていた。
- 14系統：阪急東向日→JR向日町→JR桂川駅前→阪急洛西口駅前→境谷大橋→洛西バスターミナル
  - 境谷大橋 - 洛西バスターミナルを短絡した系統で、早朝・朝ラッシュ時と、夕方以降の時間帯に設定される。
  - 朝はJR桂川駅前発→洛西バスターミナル行きが運行され、洛西バスターミナルからは「4系統」のJR桂川駅前行きとなる。夕方以降はその逆で、洛西バスターミナル発→JR桂川駅前のみ設定される。

- 5系統：JR桂川駅前→阪急洛西口駅前→北福西町一丁目→福西竹の里→南福西町二丁目→北福西町→第二回生病院前→阪急洛西口駅前→JR桂川駅前→JR向日町→阪急東向日
  - 福西地区を経由する系統で、改正で24系統の廃止・運行分離により新設された。土日・祝日夕方の1本のみ設定（24系統も、平日・土曜の朝ラッシュ時の1本のみだった）。
- 6系統：阪急東向日 - 車塚住宅前 - 物集女 - 洛西口駅前 - JR桂川駅前
  - 旧24系統のうち、現5系統の運行エリアを分離して新設した系統。「車塚線」とも呼ばれることがある。こちらも1日1往復しか設定されていないが、上記の改正前は阪急東向日を始発着とする単独往復運用もあった。

### 桂線
阪急桂駅と東向日駅との間を府道142号沓掛西大路五条線（山陰街道）、67号西京高槻線（物集女街道）経由で結んでいた路線。
中心となる62系統がおおむね1時間間隔で運行され、補完として61系統が朝に川島六ノ坪町→物集女→樫原回り、夕方にその逆回りで運行されていたが、2003年3月16日の阪急洛西口駅の開業に伴い廃止された。ただし前述の通り、阪急東向日 - 物集女間は同日より運行を開始した洛西ニュータウン線（24系統）の一部に承継されている。
このほか、阪急東向日から桂線、阪急桂を経由して七条大宮まで向かう路線もあったが、昭和40年代に廃止されている。
- 61系統：阪急桂 - 川島六ノ坪町 - 物集女 - 樫原 - 阪急桂（循環）
  - 1997年2月7日改正までは朝の便は132系統・夕方の便は133系統。同改正から2003年1月27日改正までは1系統を名乗っていた。
- 62系統：阪急桂 - 樫原 - 物集女 - 阪急東向日
  - 1997年2月7日改正までは131系統、同改正から2003年1月27日改正までは2系統を名乗っていた。

### 長岡線（東向日水無瀬系統）
- 40系統：阪急東向日 - JR向日町 - 東土川 - 菱川 - 一文橋 - 阪急長岡 - 友岡 - 久貝 - 新山崎橋 - 阪急水無瀬
  - 阪急東向日・阪急水無瀬間を結ぶロングラン路線で、おおむね1時間間隔（朝夕は40分間隔）で運行されていた。
  - 向日市内と大山崎町内は主に国道171号を走行するものの、長岡京市内は国道から外れ、市内中心部を走行していた。1997年2月7日の改正で廃止された。

### 長岡京線

#### 滝ノ町系統
- 70系統：阪急東向日 - 滝ノ町 - 一文橋 - JR長岡京
  - 府道205号中山向日線や67号西京高槻線（物集女街道）を経由して、阪急東向日 - JR長岡京間を結ぶ。かつてはJR長岡京（当時は「JR神足」）から先、阪急長岡（現在の「阪急長岡天神」）・友岡を経て小泉橋まで向かっていたが、1997年2月7日の改正で区間が縮小された（同改正までは「10系統」）。
  - 2011年3月26日の改正時に行われた再編により、大山崎営業所担当だった18系統と統合され、80系統・81系統に改められた。これにより、土・日祝日の夜間に1往復のみ阪急東向日に乗り入れる以外は、長岡京市内から滝ノ町までの運行に限定されるようになり、2時間間隔に削減された。

#### 菱川系統
阪急東向日から国道171号で長岡京市へと向かい、JR長岡京・阪急長岡天神の各駅を経由して、阪急東向日に戻る路線。
かつては71・72系統を名乗っており、JR長岡京・阪急長岡天神を通った後に市内の友岡・久貝（くがい）地区も経由して、JR長岡京に戻るというルートだった。しかし、通し利用の乗客が少ないことなどから友岡・久貝地区の運行が2011年3月26日の改正で分離され、大山崎営業所による運行となった。また、阪急東向日 - 落合橋間は旧長岡線（東向日水無瀬系統）40系統のルートをほぼ踏襲している。なお、JR向日町では洛西ニュータウン線と同様にロータリーには入らず、府道上の停留所を通る。
- 71系統：阪急東向日→JR向日町→東土川→菱川→一文橋→JR長岡京→阪急長岡天神→友岡→久貝→JR長岡京東口
- 72系統：JR長岡京東口→久貝→友岡→阪急長岡天神→JR長岡京→一文橋→菱川→東土川→JR向日町→阪急東向日
  - 2011年3月26日の改正時に「77系統」に改番され、JR長岡京東口発着から阪急東向日に戻る循環系統となり、友岡・久貝も経由しなくなった。

- 77系統：阪急東向日→JR向日町→東土川 - 菱川→一文橋→JR長岡京→阪急長岡天神南→阪急長岡天神→一文橋→菱川→東土川→JR向日町→阪急東向日
- 78系統：JR向日町→阪急東向日→市民体育館前→菱川→ 一文橋 - JR長岡京 - 阪急長岡天神南 - 阪急長岡天神→ 一文橋→菱川→市民体育館前→阪急東向日→JR向日町
  - 2020年12月31日をもって廃止された[5]。

## 運賃
初乗り170円の対キロ区間制運賃である。
コロナ禍による利用者・収益の減少などを鑑み、2022年6月1日に運賃を改定し、10円から40円の値上げ（初乗り180円から最高390円。洛西バスターミナル - 境谷センター前間のみ170円に据え置き、境谷センター前 - 大原野小学校前は初乗り200円に変更）となる。なお、長岡京市関連の路線は230円均一運賃に改定される（大山崎営業所の項目を参照）。
ぐるっとむこうバスは200円の均一運賃である。

## その他
かつてはターンテーブル（転車台）が設置され、出張所構内で方向転換を行っていた。